# 마이크 맨지니
마이크 맨지니(영어: Mike Mangini)는 미국의 드러머이며 프로그레시브 메탈 밴드 드림 시어터의 멤버로 잘 알려져있다.